# 346
346 foi um ano comum do século IV que teve início e terminou a uma quarta-feira, segundo o Calendário Juliano. A sua letra dominical foi E.
| Ano completo                        |
| ----------------------------------- |
| Ano comum com início à quarta-feira |

## Nascimentos
- Teodósio I, Imperador romano (m. 395)